# 细叶卷柏
细叶卷柏（学名：Selaginella labordei），又名玉山卷柏，同物異名四川卷柏，为卷柏科卷柏属下的一个种。

## 扩展阅读
- 維基物種上的相關：细叶卷柏